# Рыцари Южного Бронкса
«Рыцари Южного Брокса» (англ. Knights of the South Bronx) — художественный кинофильм, снятый режиссёром Алленом Хьюзом в 2005 г. Режиссёр фильма утверждает, что фильм основан на реальных событиях.

## Сюжет
Ричард Мэйсон, потеряв престижную работу, идёт на время работать в начальную школу замещающим учителем. Его ученики почти не умеют читать и писать, поскольку школа находится в неблагополучном районе Нью-Йорка. Но у Ричарда Мэйсона есть одно хобби — шахматы. И с того момента как он приносит шахматы в класс, всё начинает меняться.[как?]

## В ролях
| Актёр                | Роль             |
| -------------------- | ---------------- |
| Тед Дэнсон           | Ричард Мэйсон    |
| Клифтон Пауэлл       | Коки             |
| Кейт Вернон          | жена Ричарда     |
| Малкольм Дэвид Келли | Джимми Вашингтон |
| Алекс Карзис         | Каспаров         |